# Tetramesa captivum
Tetramesa captivum är en stekelart som först beskrevs av Joseph Albert Lintner 1889.  Tetramesa captivum ingår i släktet Tetramesa och familjen kragglanssteklar. Inga underarter finns listade i Catalogue of Life.